# Hirvensalmi
Hirvensalmi este o comună din Finlanda.